# Chicago (franchise)
Il franchise One Chicago è un media franchise di serie televisive statunitensi create da Derek Haas, Michael Brandt e Dick Wolf, prodotti da Wolf Entertainment e trasmessi sulla NBC, che trattano tutti diversi servizi pubblici di Chicago, Illinois. Il franchise Chicago negli USA ha mantenuto ottimi ascolti, leader della prima serata per numero totale di spettatori, con una media di quasi sette milioni di spettatori a show, tra Chicago Fire, Chicago Med e Chicago P.D.
Quattro serie televisive compongono il franchise Chicago per un totale, ad oggi, di 686 episodi in 36 stagioni televisive.
Il franchise si concentra sulla vita professionale e privata dei vigili del fuoco, dei poliziotti, del personale medico e dei legali che servono la città di Chicago. Un tema ricorrente e unificante dei quattro show è il Molly's, un piccolo bar di proprietà di tre vigili del fuoco che è frequentato dai personaggi di tutte e quattro le serie. Dick Wolf ha dichiarato che la maggior parte degli episodi del franchise finiranno con una scena al Molly's, dicendo che "è un ottimo momento alla fine di ogni episodio che collega tutte le serie".

## Serie televisive
- Chicago Fire (2012 - in produzione)
- Chicago P.D. (2014 - in produzione)
- Chicago Med (2015 - in produzione)
- Chicago Justice (2017)